# Фантастико
Фантастико е българска семейна компания, основана през 1991 г. с откриването на първия си супермаркет в гр. София. Към 2024 компанията управлява 46 + 2 предстоящи супермаркета, като броят им ежегодно расте.
По-големите формати супермаркети „Фантастико“ разполагат с био щанд, месна, рибна и млечна витрина, суши кът, топла точка, сладкарска витрина, кафетерия, детски кътове и площадки. Предлагат и допълнителни услуги като аптеки, застрахователени брокери, Easy Pay, химическо чистене и др.
Във „Фантастико“ работят над 3100 души.